# زخم (فیلم ۲۰۱۷)
زخم (Inxeba) فیلمی در ژانر درام به کارگردانی جان ترنگوو است که در سال ۲۰۱۷ منتشر شد.